# Kevin Schade
Kevin Schade (Potsdam, 27 de noviembre de 2001) es un futbolista alemán que juega en la demarcación de delantero para el Brentford F. C. de la Premier League.

## Biografía
Tras formarse como futbolista en el SV Babelsberg 03 y en el FC Energie Cottbus, finalmente en 2018 pasó a la disciplina del SC Friburgo. Allí empezó a jugar hasta que en 2019 debutó con el segundo equipo. Dos temporadas después, la 2021-22, el 21 de agosto de 2021 debutó con el primer equipo, haciendo su debut como profesional en un encuentro de la Bundesliga contra el Borussia Dortmund.
El 4 de enero de 2023 fue cedido al Brentford F. C. hasta final de temporada. El acuerdo incluía una opción de compra que, en caso de ejecutarse, iba a suponer el fichaje más caro en la historia del club. Esta se hizo efectiva en junio, tras haber disputado 19 partidos en lo que restaba de campaña, y firmó por cinco años.

## Selección nacional
El 17 de marzo de 2023 fue convocado por primera vez con la selección de Alemania para dos amistosos contra Perú y Bélgica. Debutó el día 25 ante los peruanos jugando el último cuarto de hora.

## Clubes
| Club              | País       | Año       | Partidos | Goles |
| ----------------- | ---------- | --------- | -------- | ----- |
| S. C. Friburgo II | Alemania   | 2019-2021 | 32       | 11    |
| S. C. Friburgo    | Alemania   | 2021-2023 | 36       | 7     |
| Brentford F. C.   | Inglaterra | 2023-     | 74       | 14    |